# Episodi di Avventure ad High River (terza stagione)
La terza stagione della serie televisiva Avventure ad High River è stata trasmessa in anteprima negli Stati Uniti d'America da Nickelodeon tra il 13 maggio 2001 e il 28 aprile 2002.
| nº | Titolo originale     | Titolo italiano | Prima TV USA     | Prima TV Italia |
| -- | -------------------- | --------------- | ---------------- | --------------- |
| 1  | Mother of the Year   |                 | 13 maggio 2001   |                 |
| 2  | Bowlerama            |                 | 3 marzo 2002     |                 |
| 3  | Heartbeat            |                 | 2 febbraio 2002  |                 |
| 4  | All About Caitlin    |                 | 17 marzo 2002    |                 |
| 5  | Truant               |                 | 24 marzo 2002    |                 |
| 6  | Old Friends          |                 | 24 febbraio 2002 |                 |
| 7  | Duh Truth, Uh-Huh    |                 | 7 aprile 2002    |                 |
| 8  | Solo                 |                 | 14 aprile 2002   |                 |
| 9  | Burned               |                 | 11 febbraio 2008 |                 |
| 10 | The Promise (Part 1) |                 | 21 aprile 2002   |                 |
| 11 | The Promise (Part 2) |                 | 28 aprile 2002   |                 |